# Сумчаста миша
Сумчаста миша або Антехінус (Antechinus) — рід хижих сумчастих, що походить з Австралії (включаючи Тасманію та інші прилеглі острови) і Нової Гвінеї. Більшість видів поширені виключно в Австралії, лише два або три види — на Новій Гвінеї. Етимологія: «Antechinus» – новолатинське слово походить від грец. αντί – «подібний» і грец. ἐχῖνος – «їжак».

## Опис
Морфометрія. Довжина голови й тіла: 75–175 мм, довжина хвоста: 65–155 мм. У всіх видів самці важчі за самиць. 
Зовнішність. Хутро коротке, густе й грубе. Колір верхніх частин тіла варіює від блідо-рожево-коричнюватого через сірий до мідно-коричневого, низ жовтувато-коричневий, кремовий чи білуватий. Хвіст зазвичай такого ж кольору, що й спина з коротким волоссям у більшості видів. Лапи короткі й широкі. Великі пальці присутні, але малі й без кігтів. Усі види мають подушечки з поперечними смугами. У напівдеревних видів таких як Antechinus flavipes подушечки опуклі й сильно смугасті. У видів, яким не потрібно лазити по деревам, таких як Antechinus minimus і Antechinus swainsonii подушечки малі й слабо смугасті. Ці два схожі види мають довгі й сильні передні кігті, пристосовані до риття. A. flavipes має короткі крючкуваті кігті й він хороший дереволаз. Сумка як відомо розвивається під час сезону розмноження. 